# Frau im Dunkeln
Frau im Dunkeln (Originaltitel: The Lost Daughter) ist ein Filmdrama von Maggie Gyllenhaal, das Anfang September 2021 bei den Internationalen Festspielen von Venedig seine Premiere feierte. Am 16. Dezember 2021 kam der Film in die deutschen Kinos, bevor er am 31. Dezember weltweit in das Programm von Netflix aufgenommen wurde. Der Film basiert auf dem Roman La figlia oscura (im Deutschen Frau im Dunkeln) von Elena Ferrante. Die Hauptrolle wurde mit Oscarpreisträgerin Olivia Colman besetzt.

## Handlung

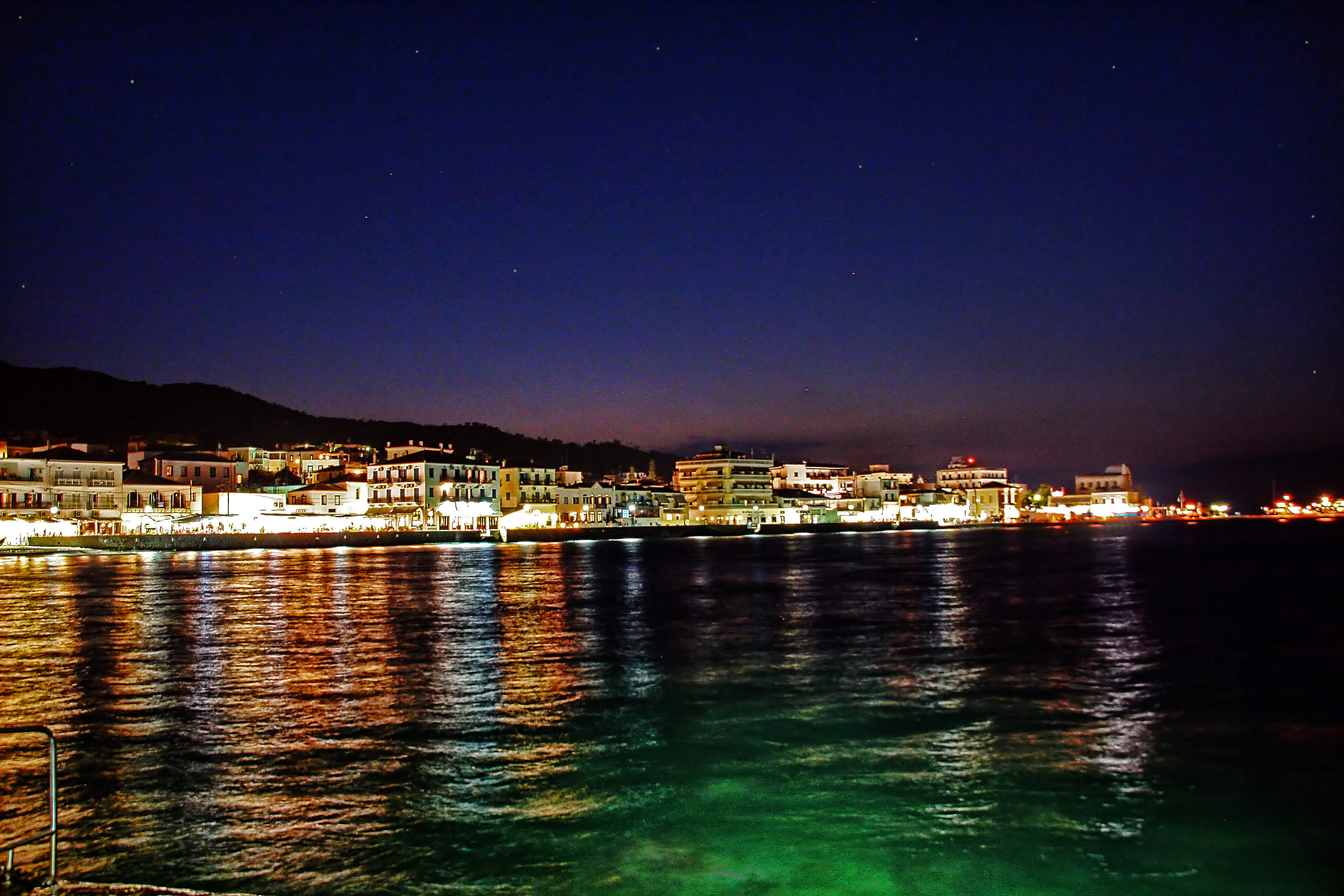
Gedreht wurde unter anderem auf der griechischen Insel Spetses

Die Britin Leda Caruso ist Professorin für italienische Literatur und hat für einen Arbeitsurlaub eine Ferienwohnung auf der griechischen Insel Spetses angemietet. Zu Beginn der Saison hat sie den Strand praktisch für sich alleine, was ihr nicht ungelegen kommt.
So kann die geschiedene Frau ungestört sowohl mit dem gutaussehenden Studenten Will flirten, der in diesem Sommer an der Strandbar arbeitet, aber auch mit Lyle, dem Hausmeister der Ferienwohnungen. Leda hat das Gefühl, dass sie noch immer begehrenswert ist.
Die Ruhe ihres Inselurlaubs nimmt mit der Ankunft einer lauten und vulgären Großfamilie aus New York jedoch ein jähes Ende, die eine riesige Villa direkt an der Küste bezieht. Eines Nachmittags fällt ihr die sonnenbadende Nina ins Auge, eine atemberaubend attraktive junge Mutter. Als diese am Strand bemerkt, dass ihre kleine Tochter weggelaufen ist, bringt Leda sie wieder zurück. Die Lieblingspuppe des Mädchens behält sie jedoch.
Durch diese Begegnung wird die 48-jährige Leda an ihre eigenen Kinder erinnert. Sie ist Mutter von zwei Töchtern, allerdings empfand sie die heute 25-jährige Bianca und die 23-jährige Martha als anstrengend. Ihre Arbeit fiel ihr immer viel leichter, als die Rolle einer Mutter zu erfüllen.

## Produktion

### Literarische Vorlage und Filmstab
„Ich war noch keine Stunde unterwegs, als mein Zustand sich verschlechterte. Der Schmerz in der Seite meldete sich zurück, und eine Zeit lang versuchte ich, ihm keine Bedeutung beizumessen. Erst als mir klar wurde, dass ich nicht mehr genug Kraft hatte, das Lenkrad zu halten, begann ich mir ernstlich Sorgen zu machen.“

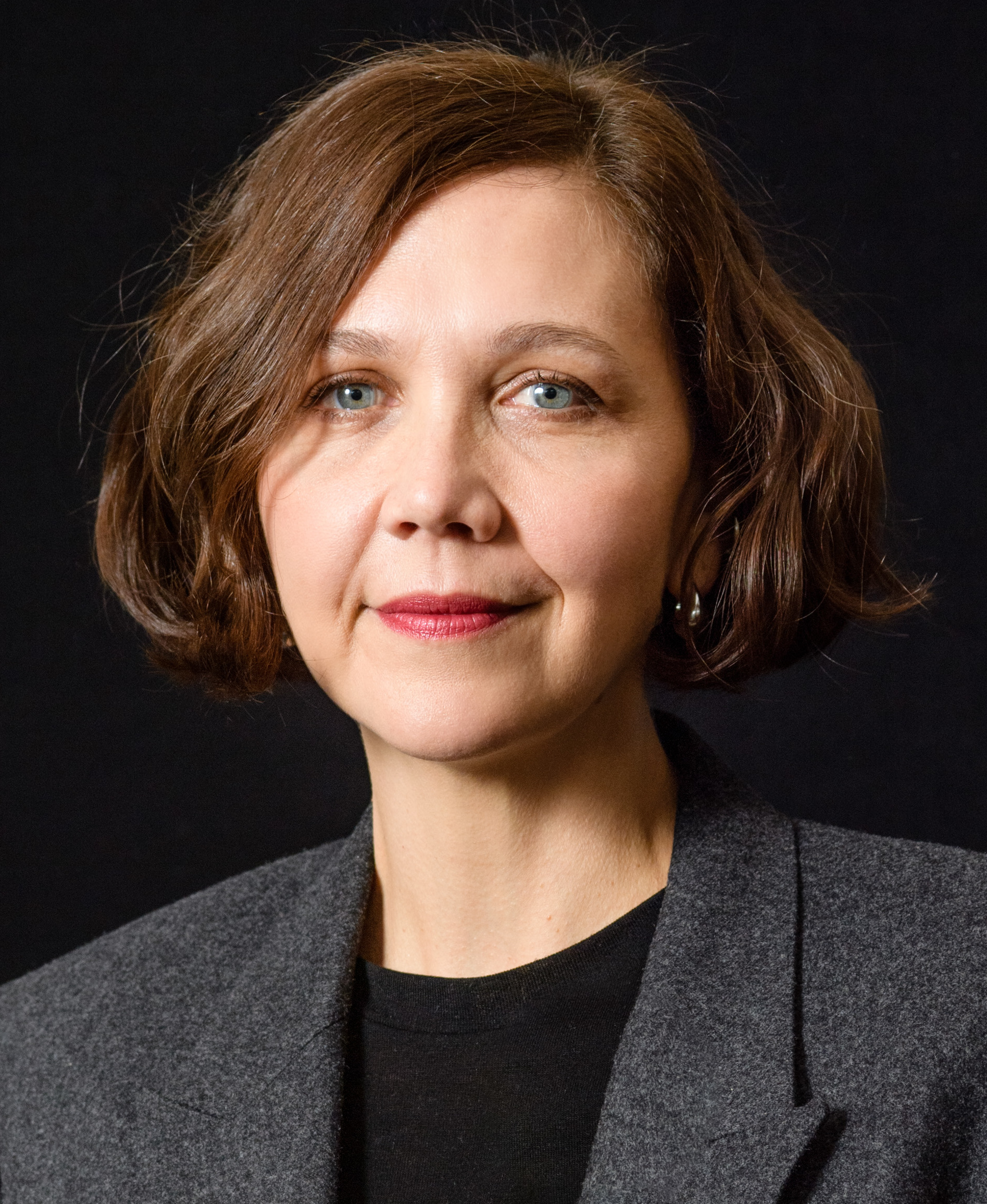
Maggie Gyllenhaal bei der Vorstellung des Films beim Montclair Film Festival im Oktober 2021

Der Film basiert auf dem Roman La figlia oscura (im Deutschen Frau im Dunkeln) von Elena Ferrante aus dem Jahr 2006, der in einer deutschen Übersetzung unter dem Titel Frau im Dunkeln veröffentlicht wurde. In diesem ist Leda Italienerin, arbeitet als Englischprofessorin an der Universität in Florenz und macht Urlaub am Meer, an der kalabrischen Küste. Die Großfamilie, die sie dort beobachtet, stammt aus Neapel, was sie an ihre eigene Jugend erinnert und Grund dafür war, dass sie nach Florenz gegangen ist. Das zentrale Motiv der Puppe in ihrem dritten Roman war bereits im ersten Teil ihrer Neapel-Tetralogie von Bedeutung. In Meine geniale Freundin begründet
eine Puppe den Pakt zwischen den Freundinnen Lila und Elena.
Regie führte Maggie Gyllenhaal, die auch Ferrantes Roman für den Film adaptierte. Es handelt sich bei Frau im Dunkeln um das Spielfilmdebüt der eigentlichen Schauspielerin. Ursprünglich hatte Gyllenhaal geplant, Ferrantes Roman I giorni dell’abbandono (dt. Titel: Tage des Verlassenwerdens) zu verfilmen, aber die Rechte waren bereits vergeben. Daraufhin begeisterte sie sich für La figlia oscura und saß einen Monat lang an einem Brief an Ferrante, um sie um die Filmrechte zu bitten. Diese stimmte nur unter der Bedingung zu, dass Gyllenhaal bei dem Film auch die Regie übernehmen würde.

### Besetzung, Synchronisation und Dreharbeiten
| Darsteller           | Synchronsprecher       | Rolle       |
| -------------------- | ---------------------- | ----------- |
| Olivia Colman        | Christin Marquitan     | Leda        |
| Dakota Johnson       | Rubina Nath            | Nina        |
| Robyn Elwell         | Annika Theusner        | Bianca      |
| Dagmara Dominczyk    | Anna Grisebach         | Callie      |
| Athena Martin        | Mina Chamlali          | Elena       |
| Jack Farthing        | Jan Makino             | Joe         |
| Jessie Buckley       | Katharina Schwarzmaier | Leda (jung) |
| Ed Harris            | Wolfgang Condrus       | Lyle        |
| Ellie Blake          | Zoé Zech               | Martha      |
| Alexandros Mylonas   | Thomas Kästner         | Prof. Cole  |
| Peter Sarsgaard      | Peter Flechtner        | Prof. Hardy |
| Oliver Jackson-Cohen | Nick Forsberg          | Toni        |
| Panos Koronis        | Michael Schwarzmaier   | Vassili     |
| Paul Mescal          | Amadeus Strobl         | Will        |

Olivia Colman und Jessie Buckley verkörpern das ältere und das jüngere Ich der Hauptfigur Leda, letztere in den Rückblenden. Ed Harris übernahm die Rolle des Hausmeisters ihres Ferienhauses Lyle, Dakota Johnson spielt Nina und Paul Mescal den Studenten Will, der in diesem Sommer an der Strandbar arbeitet. Oliver Jackson-Cohen übernahm die Rolle von Ninas Ehemann Toni, Dagmara Dominczyk spielt deren schwangere Schwägerin Callie. Peter Sarsgaard, der Ehemann der Regisseurin, spielt den Literaturprofessor / Professor Hardy.
Die deutsche Synchronisation entstand nach einem Dialogbuch von Claudia Sander und der Dialogregie von Pierre Peters-Arnolds im Auftrag der Eclair Studios Germany GmbH, Berlin.
Ursprünglich sollte der Film in New Jersey gedreht werden, aufgrund der COVID-19-Pandemie wurde stattdessen unter anderem die griechische Insel Spetses als Drehort ausgewählt. Als Kamerafrau fungierte die Französin Hélène Louvart, als Filmeditor der Brasilianer Affonso Gonçalves.

### Filmmusik und Veröffentlichung
Die Filmmusik komponierte Dickon Hinchliffe. Das Soundtrack-Album mit 16 Musikstücken wurde am 10. Dezember 2021 von Milan Records als Download veröffentlicht. Die Veröffentlichung eines Albums durch Royal Music mit 12 Songs der griechischen Singer-Songwriterin Monika aka Monika Christodoulou, die im Film verwendet werden, erfolgte später im gleichen Monat.
Die erste Vorstellung erfolgte am 3. September 2021 bei den Internationalen Festspielen von Venedig. Hiernach wurde er beim Telluride Film Festival gezeigt. Ende September, Anfang Oktober 2021 soll der Film beim New York Film Festival gezeigt werden und hiernach beim San Diego International Film Festival. Am 17. Dezember 2021 kam der Film in ausgewählte US-Kinos und wurde am 31. Dezember 2021 weltweit in das Programm von Netflix aufgenommen. Zudem erfolgte am 7. Januar 2022 ein Start in den Kinos im Vereinigten Königreich.

## Rezeption

### Altersfreigabe und Kritiken
In den USA erhielt der Film von der MPAA ein R-Rating, was einer Freigabe ab 17 Jahren entspricht. In Deutschland wurde der Film von der FSK bereits ab 12 Jahren freigegeben. In der Freigabebegründung heißt es, die Romanverfilmung sei überwiegend ruhig erzählt und konzentriere sich ganz auf die Figuren, insbesondere die Perspektive und die Erinnerungen der Protagonistin. Einzelne, bedrohliche und gewalthaltige Momente, der teils derbe Sprachgebrauch sowie kurze Liebesszenen könnten Kinder unter 12 Jahren jedoch überfordern.

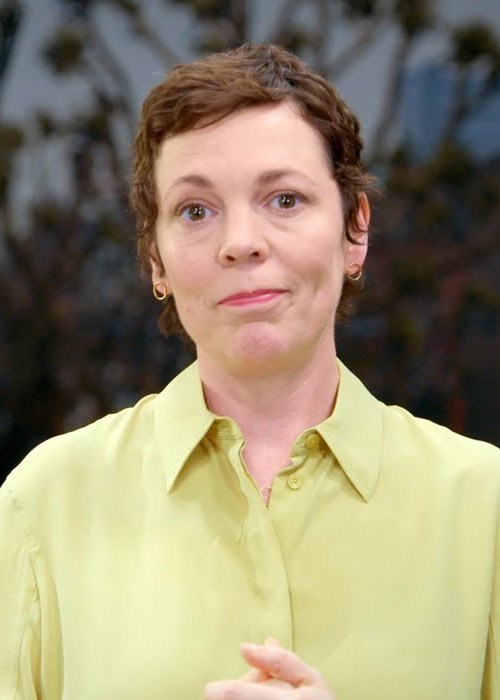
Oscarpreisträgerin Olivia Colman spielt in der Hauptrolle Leda

Der Film konnte bislang 94 Prozent aller Kritiker bei Rotten Tomatoes überzeugen und erhielt hierbei eine durchschnittliche Bewertung von 7,8 der möglichen 10 Punkte. Auf Metacritic erhielt der Film einen Metascore von 86 von 100 möglichen Punkten.

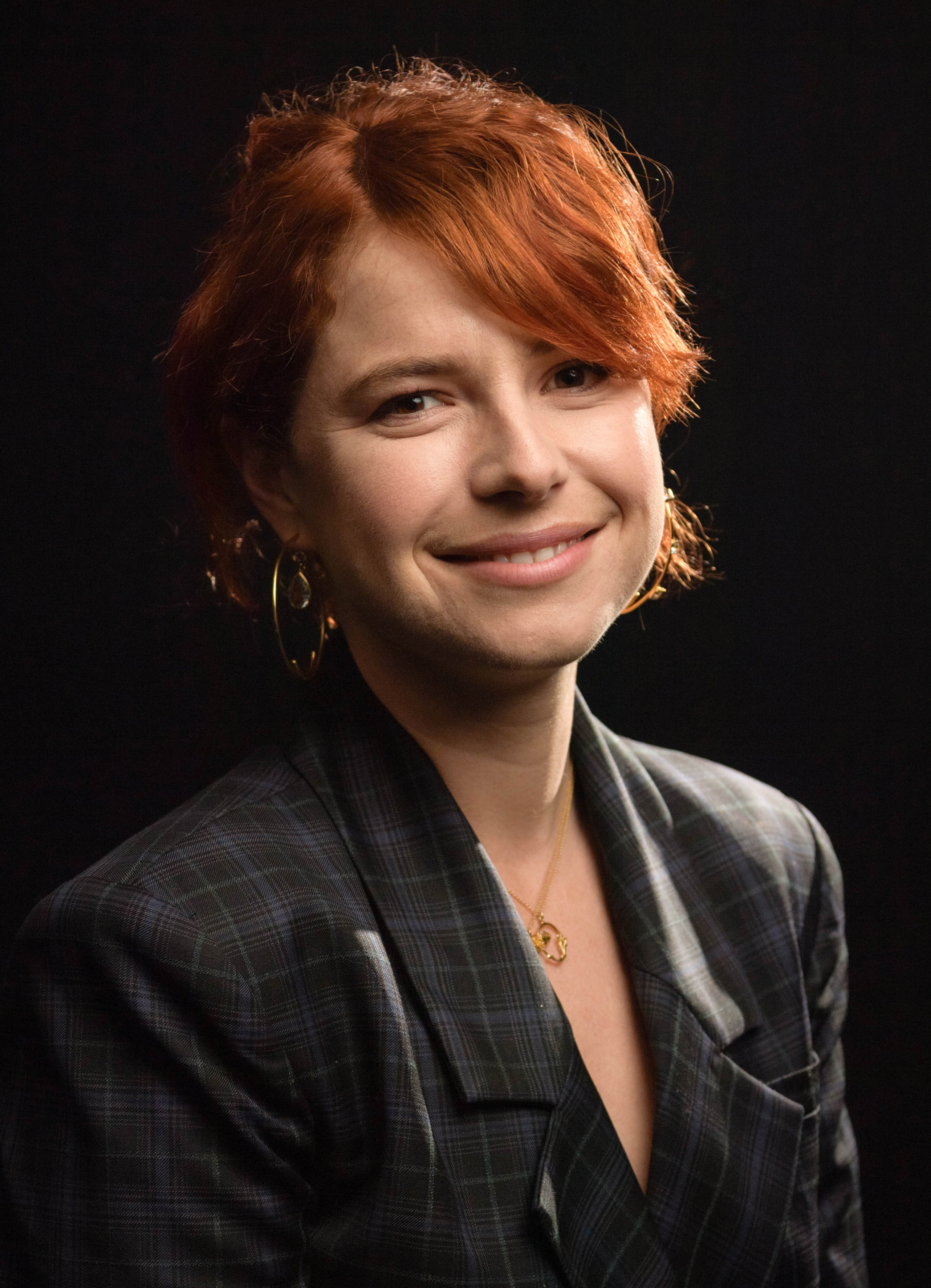
Jessie Buckley spielt Leda als junge Frau

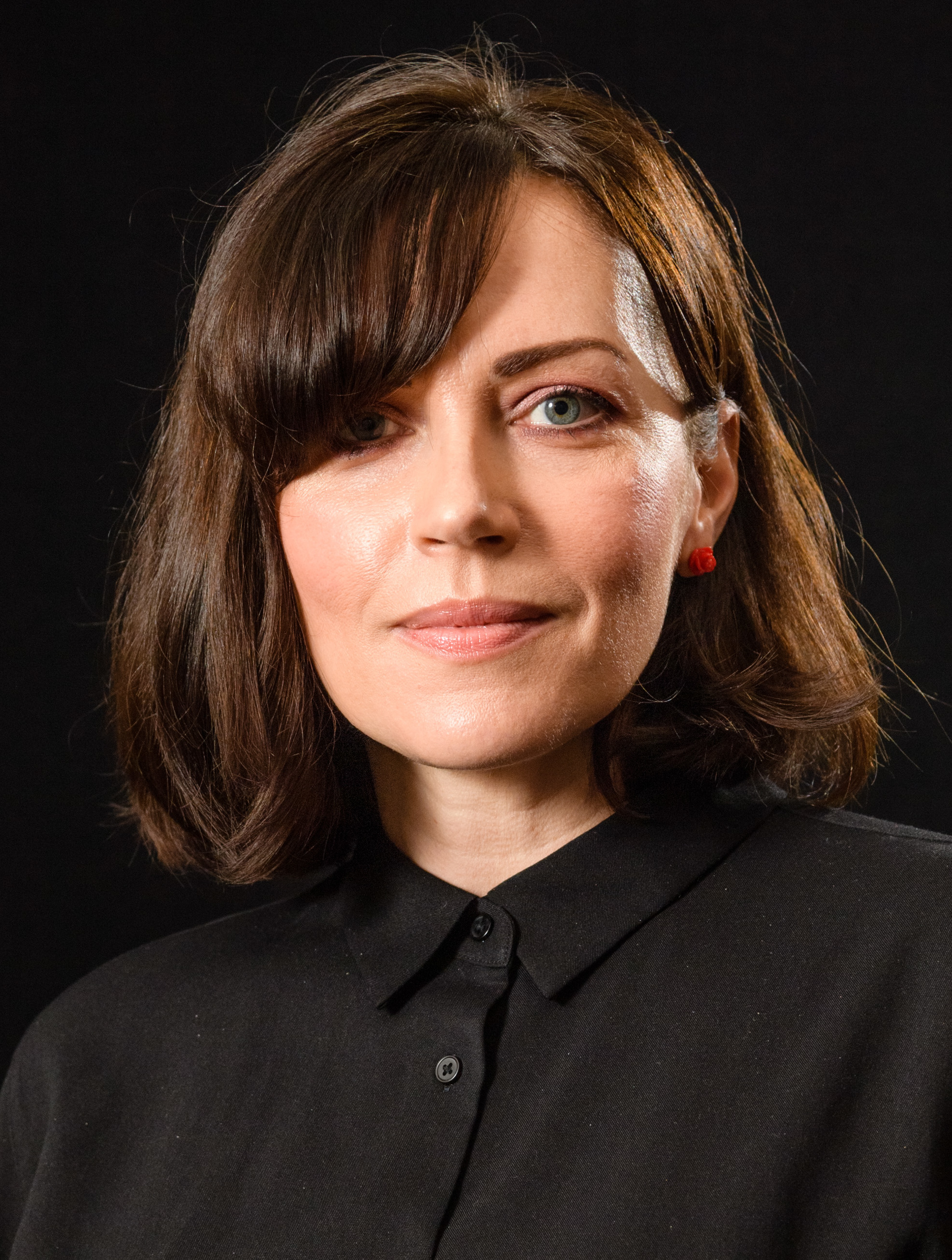
Dagmara Domińczyk spielt Callie

Jessica Kiang schreibt in ihrer Kritik für IndieWire, es sei schwer vorstellbar, dass jemand anderes die unmögliche Rolle der widersprüchlichen Leda, in all ihrer Unvorhersehbarkeit, in all ihrer hexenhaften Unberechenbarkeit und völlig biederen Normalität hätte übernehmen und realistischer hätte spielen können als Olivia Colman. Seine Spannung ziehe der Film aus der Ungewissheit, wie sich diese von Colman unvergesslich verkörperte Leda in dieser oder jener Situation verhalten wird.
David Rooney von The Hollywood Reporter erklärt in seiner Kritik, Elena Ferrantes Roman sei als Material für einen ersten Spielfilm sicherlich ehrgeizig, mit einer Protagonistin, die mit jedem, dem sie begegnet, seltsame und
oft unlesbare Beziehungen eingeht, doch Maggie Gyllenhaal sei es, nicht zuletzt wegen der tadellos ausgewählten Besetzung, gelungen, ein hypnotisierendes, filmisches Psychodrama zu schaffen. Auch auf handwerklicher Ebene habe sie sich mit erstklassigen Mitarbeitern umgeben und hebt Kamerafrau Hélène Louvart hervor, die nach ihren Arbeiten für die Regisseurin Eliza Hittman bei Beach Rats und Niemals Selten Manchmal Immer in Frau im Dunkeln mit ihren prüfenden Nahaufnahmen noch intimer werde.

### Auszeichnungen (Auswahl)
British Academy Film Awards 2022
- Nominierung für das Beste adaptierte Drehbuch (Maggie Gyllenhaal)
- Nominierung als Beste Nebendarstellerin (Jessie Buckley)

Directors Guild of America Awards 2022
- Auszeichnung für die Beste Regie – Spielfilmdebüt (Maggie Gyllenhaal)[25]

Golden Globe Awards 2022
- Nominierung für die Beste Regie (Maggie Gyllenhaal)
- Nominierung als Beste Schauspielerin (Olivia Colman)

Gotham Awards 2021
- Auszeichnung als Bester Film
- Auszeichnung für das Beste Drehbuch (Maggie Gyllenhaal)
- Auszeichnung für die Beste Nachwuchsregie (Maggie Gyllenhaal)
- Auszeichnung als Beste Darstellerin (Olivia Colman)
- Nominierung als Beste Nebendarstellerin (Jessie Buckley)[26][27]

Independent Spirit Awards 2022
- Auszeichnung als Bester Film
- Auszeichnung für die Beste Regie (Maggie Gyllenhaal)
- Auszeichnung für das Beste Drehbuch (Maggie Gyllenhaal)
- Nominierung als Beste Nebendarstellerin (Jessie Buckley)[28][29]

Internationale Filmfestspiele von Venedig 2021
- Nominierung für den Goldenen Löwen
- Auszeichnung für das Beste Drehbuch (Maggie Gyllenhaal)

London Critics’ Circle Film Awards 2021
- Auszeichnung als Beste Hauptdarstellerin (Olivia Colman)[30]

New York Film Critics Circle Awards 2021
- Auszeichnung für das Beste Erstlingswerk

Oscarverleihung 2022
- Nominierung als Beste Hauptdarstellerin (Olivia Colman)
- Nominierung als Beste Nebendarstellerin (Jessie Buckley)
- Nominierung für das Beste adaptierte Drehbuch (Maggie Gyllenhaal)

Satellite Awards 2021
- Nominierung als Bester Film
- Nominierung für das Beste adaptierte Drehbuch (Maggie Gyllenhaal)
- Nominierung als Beste Hauptdarstellerin (Olivia Colman)[31]

Screen Actors Guild Awards 2022
- Nominierung als Beste Hauptdarstellerin (Olivia Colman)

USC Scripter Awards 2022
- Auszeichnung für das Beste Filmdrehbuch (Maggie Gyllenhaal)[32]